# Bitter Sweet Symphony
Bitter Sweet Symphony är en låt av det brittiska alternativa rockbandet The Verve. Låten inleder deras studioalbum Urban Hymns som lanserades 1997. Den släpptes sedermera även som singel, och kom att bli en av 1990-talets största hits.
Låttexten är skriven av Richard Ashcroft och låten är baserad på en sampling från en orkesterversion av The Rolling Stones låt "The Last Time". Andrew Loog Oldham låg bakom denna inspelning som han gjorde med The Andrew Oldham Orchestra. Gruppen hade sökt tillstånd för att använda denna lilla snutt, men Allen Klein hävdade senare att de använt mer än de hade rätt till. Det ledde sedan till en stämning som slutade i att Mick Jagger och Keith Richards stod med som ensamma upphovsmän, samt att låtens inkomster gick direkt till Allen Klein. Under 2019 gavs det besked att Ashcroft skulle fortsättningsvis få stå som låtskrivare och att alla framtida royalties från låten skulle gå till honom istället för Jagger och Richards.
Till låten gjordes en musikvideo där Richard Ashcroft ses gå på en trottoar i London, utan att bry sig om vad som sker runt honom samtidigt som han sjunger låten. I slutet förenas han med resten av bandet som fortsätter att gå. En sorts fortsättning till denna video kom i videon till deras nästa singel, "The Drugs Don't Work" som tar vid ungefär där videon till "Bitter Sweet Symphony" slutar.
Magasinet Rolling Stone har listat låten som #392 i listan The 500 Greatest Songs of All Time.

## Listplaceringar
| Lista (1997-1998) | Position               |
| ----------------- | ---------------------- |
| Australien        | 11                     |
| Danmark           | 2 ("Tjeklisten")       |
| Finland           | 6                      |
| Frankrike         | 16                     |
| Irland            | 3                      |
| Island            | 2                      |
| Kanada            | 5 (RPM)                |
| Nederländerna     | 14                     |
| Norge             | 9 (VG-lista)           |
| Nya Zeeland       | 15                     |
| Schweiz           | 15                     |
| Storbritannien    | 2 (UK Singles Chart)   |
| Sverige           | 10 (Topplistan)        |
| Tyskland          | 37                     |
| USA               | 12 (Billboard Hot 100) |
| Österrike         | 15                     |